# Sveriges största singel 3
Sveriges största singel III är ett samlingsalbum, som såldes till singelpris, med olika artister knutna till skivbolaget Mistlur som gavs ut 1983.

## Låtlista
1. Stadion - Hunger
2. Lolita Pop - Salta diamanter
3. Docent Död - Lågsäsong
4. Ebba Grön - Staten och kapitalet
5. Dagens Ungdom - I det tomma sessionsrummet. Studenten. Kanslisterna.
6. Diestinct - Flyktförsök
7. Brända Barn - Kärlek och hat (alternativ version)
8. Rymdimperiet - Golva mig
9. Raketerna - Jagad av drömmar